# Chakaureseneb

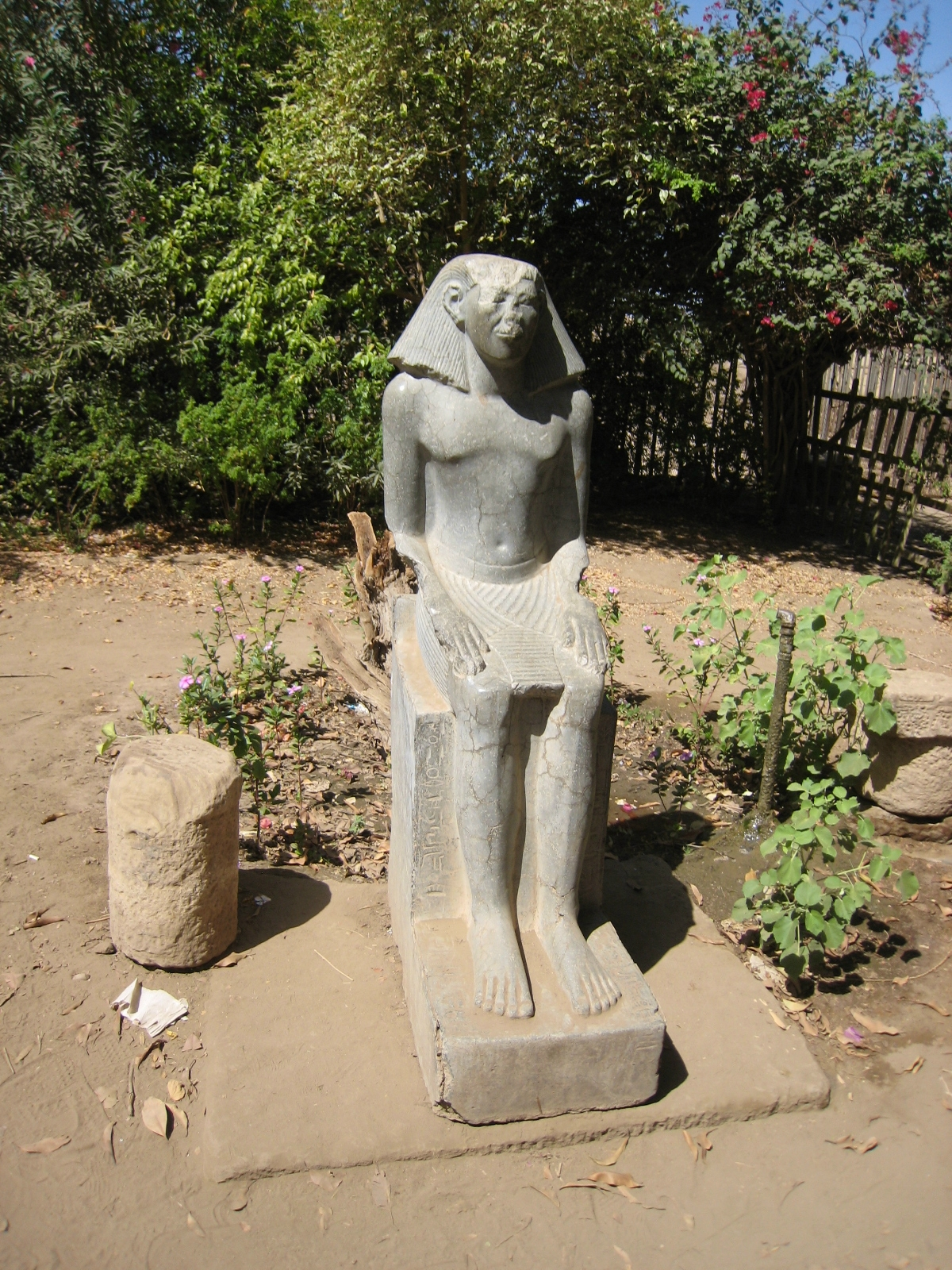
Statue des Chakaureseneb, aus dem Heqaib-Heiligtum

Chakaureseneb war ein altägyptischer Beamter um 1790 v. Chr. und damit am Beginn der 13. Dynastie (Mittleres Reich). Er war Bürgermeister und Priestervorsteher auf der Insel Elephantine.
Chakaureseneb war vielleicht der Sohn des Bürgermeisters Ameni-seneb, der sein Vorgänger im Amt war, jedoch nicht explizit als Vater des Chakaureseneb bezeichnet wird. Die Mutter des Chakaureseneb hieß Satethotep. Chakaureseneb ist vor allem von seinen Aktivitäten im Heiligtum des Heqaib auf Elephantine bekannt. Dort stiftete er einen Schrein und zwei Statuen. Er trug ferner die Titel Mitglied der Elite, Vorderster an Aktion (hati-a), königlicher Siegler und Priestervorsteher des Chnum.
Von Chakaureseneb und Ameni-seneb gibt es auf Elephantine Siegelabdrücke auf ein und denselben Tonbullen. Dies belegt vielleicht, dass sie gleichzeitig im Amt waren, was bisher für Bürgermeister nicht weiter bezeugt ist.